# Heniochus varius
Heniochus varius là một loài cá biển thuộc chi Heniochus trong họ Cá bướm. Loài này được mô tả lần đầu tiên vào năm 1829.

## Từ nguyên
Tính từ định danh varius trong tiếng Latinh có nghĩa là "khác biệt", không rõ hàm ý, nhiều khả năng đề cập đến phần xương nhô lên ở đầu của loài cá này, được cho là kiểu hình dị thường vào thời điểm chúng được mô tả.

## Phạm vi phân bố và môi trường sống
Từ đảo Giáng Sinh và các rạn san hô vòng ngoài khơi Tây Úc, H. varius được phân bố trải dài về phía đông, băng qua khu vực Đông Nam Á và một số đảo quốc thuộc châu Đại Dương đến quần đảo Société, ngược lên phía bắc đến vùng biển phía nam Nhật Bản, giới hạn phía nam đến rạn san hô Great Barrier và Nouvelle-Calédonie.
Ở Việt Nam, H. varius được ghi nhận tại cù lao Chàm (Quảng Nam); đảo Lý Sơn (Quảng Ngãi); bờ biển Phú Yên và Ninh Thuận; cù lao Câu (Bình Thuận); vịnh Nha Trang (Khánh Hòa); quần đảo Hoàng Sa.
H. varius sống tập trung ở khu vực có nhiều san hô và tảo phát triển trên đới sườn dốc của rạn viền bờ và trong đầm phá, thường gần những hang hốc ở độ sâu khoảng 2–30 m.

## Mô tả

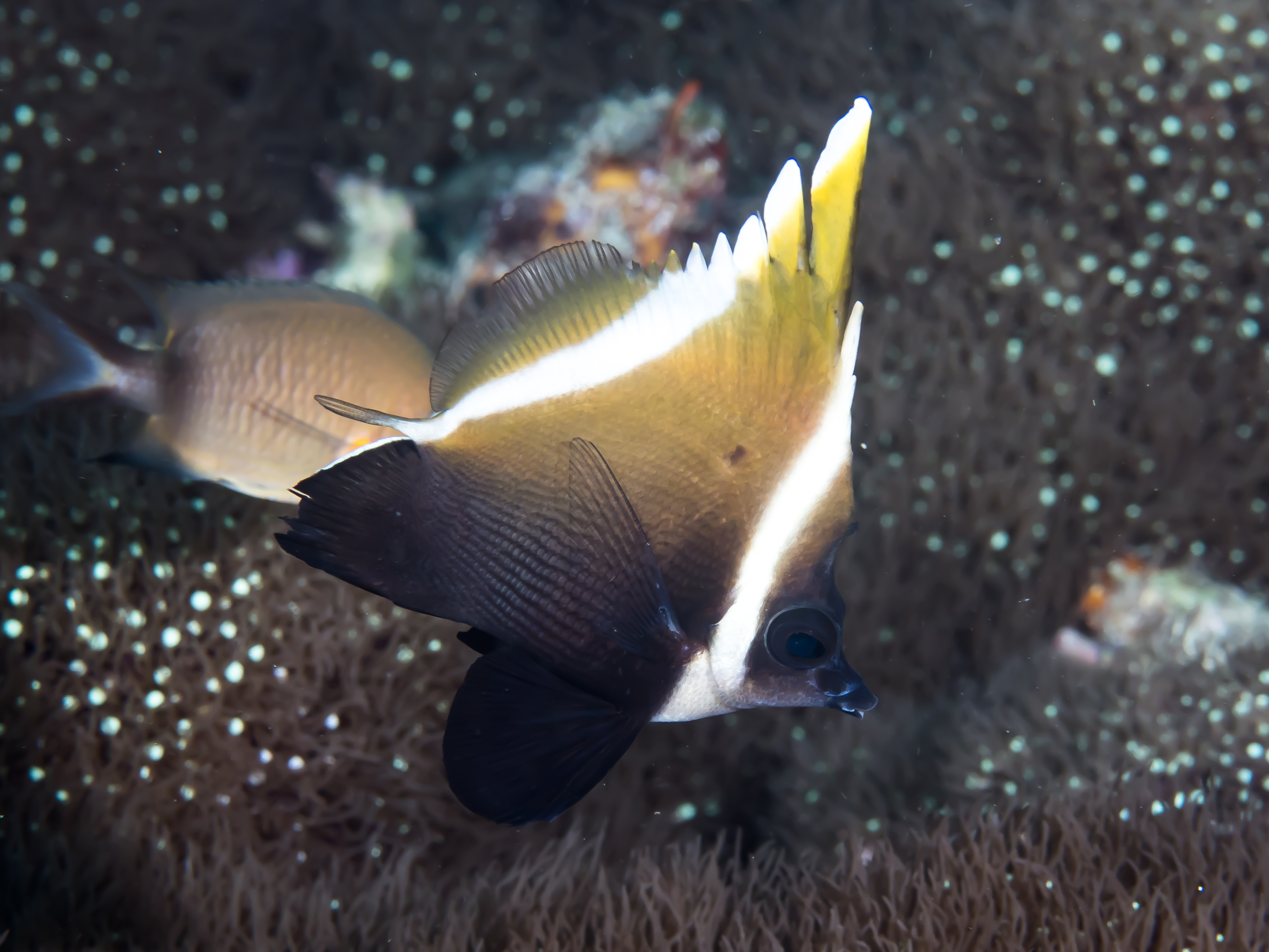
Gai vây lưng vươn cao ở H. varius

H. varius có chiều dài cơ thể lớn nhất được ghi nhận là 19 cm. Gai vây lưng thứ tư vươn dài và lớp màng bao quanh gai này căng rộng hơn những gai còn lại (đặc điểm của các loài Heniochus). Trán của H. varius lõm vào trong (tạo thành một phần xương lồi trên trán) với một cặp xương ngắn nhô lên ở trên mắt như sừng. Thân có màu nâu sẫm gần như đen (vàng nâu ở vùng lưng và vây lưng) với 2 dải sọc chéo màu trắng: dải thứ nhất từ gáy băng qua nắp mang xuống ngực, và dải thứ hai từ phần gai vây lưng băng xuống cuống đuôi. Vây đuôi và vây ngực gần như trong suốt, các vây còn lại màu nâu đen.
H. varius có kiểu hình khá giống với Heniochus pleurotaenia nhưng thiếu vùng màu đen sẫm sau gốc vây ngực như H. pleurotaenia.
Số gai ở vây lưng: 11; Số tia vây ở vây lưng: 22–24; Số gai ở vây hậu môn: 3; Số tia vây ở vây hậu môn: 17–18; Số tia vây ở vây ngực: 14–15; Số gai ở vây bụng: 1; Số tia vây ở vây bụng: 5; Số vảy đường bên: 55–65.

## Sinh thái học
Thức ăn của H. varius là các loài thủy sinh không xương sống như cua hoặc giun nhiều tơ, nhưng cũng có thể bao gồm cả san hô. Loài này có thể sống đơn độc hoặc hợp thành đàn (khoảng 30 cá thể). Cá trưởng thành bơi theo cặp vào thời điểm sinh sản.

## Thương mại
H. varius được đánh bắt để xuất khẩu trong hoạt động thương mại cá cảnh.